# Loturile pentru Campionatul Mondial de Fotbal 1986
Mai jos sunt loturile pentru  Campionatul Mondial de Fotbal 1986 din Mexic.

## Grupa A

### Argentina
Antrenor principal: Carlos Bilardo
| Nr. | Poz. | Jucător                  | Data nașterii (vârsta) | Selecții | Club               |
| --- | ---- | ------------------------ | ---------------------- | -------- | ------------------ |
| 1   | A    | Sergio Almirón           | 18 noiembrie 1958      |          | Newell's Old Boys  |
| 2   | M    | Sergio Batista           | 9 noiembrie 1962       |          | Argentinos         |
| 3   | M    | Ricardo Bochini          | 25 ianuarie 1954       |          | Independiente      |
| 4   | M    | Claudio Borghi           | 28 septembrie 1964     |          | Argentinos         |
| 5   | F    | José Luis Brown          | 10 noiembrie 1956      |          | Boca Juniors       |
| 6   | F    | Daniel Passarella        | 25 mai 1953            |          | Fiorentina         |
| 7   | M    | Jorge Burruchaga         | 9 octombrie 1962       |          | Nantes             |
| 8   | F    | Néstor Clausen           | 29 septembrie 1962     |          | Independiente      |
| 9   | F    | José Luis Cuciuffo       | 1 februarie 1961       |          | Vélez Sársfield    |
| 10  | M    | Diego Maradona (căpitan) | 30 octombrie 1960      |          | Napoli             |
| 11  | A    | Jorge Valdano            | 4 octombrie 1955       |          | Real Madrid        |
| 12  | M    | Héctor Enrique           | 26 aprilie 1962        |          | River Plate        |
| 13  | F    | Oscar Garré              | 9 decembrie 1956       |          | Ferro Carril Oeste |
| 14  | M    | Ricardo Giusti           | 11 decembrie 1956      |          | Independiente      |
| 15  | P    | Luis Islas               | 22 decembrie 1965      |          | Estudiantes        |
| 16  | F    | Julio Olarticoechea      | 18 octombrie 1958      |          | Boca Juniors       |
| 17  | A    | Pedro Pasculli           | 17 mai 1960            |          | Lecce              |
| 18  | P    | Nery Pumpido             | 30 iulie 1957          |          | River Plate        |
| 19  | F    | Oscar Ruggeri            | 26 ianuarie 1962       |          | River Plate        |
| 20  | M    | Carlos Tapia             | 20 august 1962         |          | Boca Juniors       |
| 21  | M    | Marcelo Trobbiani        | 17 februarie 1955      |          | Elche              |
| 22  | P    | Héctor Zelada            | 30 aprilie 1957        |          | Club América       |

### Bulgaria
Antrenor principal: Ivan Vutsov
| Nr. | Poz. | Jucător                   | Data nașterii (vârsta) | Selecții | Club                    |
| --- | ---- | ------------------------- | ---------------------- | -------- | ----------------------- |
| 1   | P    | Borislav Mikhailov        | 12 februarie 1963      | 21       | Levski Sofia            |
| 2   | M    | Nasko Sirakov             | 26 aprilie 1962        | 17       | Levski Sofia            |
| 3   | F    | Nikolay Arabov            | 21 februarie 1953      | 36       | OFK Sliven 2000         |
| 4   | F    | Petar Petrov              | 20 februarie 1961      | 28       | Levski Sofia            |
| 5   | F    | Georgi Dimitrov (Captain) | 14 ianuarie 1959       | 57       | ȚSKA Sofia              |
| 6   | M    | Andrey Zhelyazkov         | 9 iulie 1952           | 46       | Strasbourg              |
| 7   | A    | Bozhidar Iskrenov         | 1 august 1962          | 25       | Levski Sofia            |
| 8   | M    | Ayan Sadakov              | 28 septembrie 1961     | 35       | Lokomotiv Plovdiv       |
| 9   | A    | Stoycho Mladenov          | 24 aprilie 1957        | 48       | ȚSKA Sofia              |
| 10  | M    | Zhivko Gospodinov         | 6 septembrie 1957      | 24       | Spartak Varna           |
| 11  | M    | Plamen Getov              | 4 martie 1959          | 16       | Spartak Plevna          |
| 12  | M    | Radoslav Zdravkov         | 30 iulie 1956          | 61       | ȚSKA Sofia              |
| 13  | F    | Aleksandar Markov         | 17 august 1961         | 13       | Spartak Plevna          |
| 14  | A    | Plamen Markov             | 11 septembrie 1957     | 33       | Metz                    |
| 15  | M    | Georgi Yordanov           | 21 iulie 1963          | 4        | Levski Sofia            |
| 16  | A    | Vasil Dragolov            | 17 august 1962         | 2        | Beroe Stara Zagora      |
| 17  | M    | Hristo Kolev              | 21 septembrie 1964     | 6        | Lokomotiv Plovdiv       |
| 18  | A    | Boycho Velichkov          | 13 august 1958         | 24       | Lokomotiv Sofia         |
| 19  | M    | Atanas Pashev             | 21 noiembrie 1963      | 11       | Botev Plovdiv           |
| 20  | A    | Kostadin Kostadinov       | 25 iunie 1959          | 37       | Botev Plovdiv           |
| 21  | F    | Iliya Dyakov              | 28 septembrie 1963     | 3        | PFC Dobrudja Dobrici⁠(d) |
| 22  | P    | Iliya Valov               | 29 decembrie 1961      | 10       | Botev Vrața             |

### Italia
Antrenor principal: Enzo Bearzot
| Nr. | Poz. | Jucător                  | Data nașterii (vârsta) | Selecții | Club          |
| --- | ---- | ------------------------ | ---------------------- | -------- | ------------- |
| 1   | P    | Giovanni Galli           | 29 aprilie 1958        |          | Milan         |
| 2   | F    | Giuseppe Bergomi         | 22 decembrie 1963      |          | Inter Milano  |
| 3   | F    | Antonio Cabrini          | 8 octombrie 1957       |          | Juventus      |
| 4   | F    | Fulvio Collovati         | 9 mai 1957             |          | Inter Milano  |
| 5   | F    | Sebastiano Nela          | 13 martie 1961         |          | Roma          |
| 6   | F    | Gaetano Scirea (Captain) | 25 mai 1953            |          | Juventus      |
| 7   | F    | Roberto Tricella         | 18 martie 1959         |          | Hellas Verona |
| 8   | F    | Pietro Vierchowod        | 6 aprilie 1959         |          | Sampdoria     |
| 9   | M    | Carlo Ancelotti          | 10 iunie 1959          |          | Roma          |
| 10  | M    | Salvatore Bagni          | 25 septembrie 1956     |          | Napoli        |
| 11  | M    | Giuseppe Baresi          | 7 februarie 1958       |          | Inter Milano  |
| 12  | P    | Franco Tancredi          | 10 ianuarie 1955       |          | Roma          |
| 13  | M    | Fernando De Napoli       | 15 martie 1964         |          | Avellino      |
| 14  | M    | Antonio Di Gennaro       | 5 octombrie 1958       |          | Hellas Verona |
| 15  | M    | Marco Tardelli           | 24 septembrie 1954     |          | Inter Milano  |
| 16  | M    | Bruno Conti              | 13 martie 1955         |          | Roma          |
| 17  | A    | Gianluca Vialli          | 9 iulie 1964           |          | Sampdoria     |
| 18  | A    | Alessandro Altobelli     | 28 noiembrie 1955      |          | Inter Milano  |
| 19  | A    | Giuseppe Galderisi       | 22 martie 1963         |          | Milan         |
| 20  | A    | Paolo Rossi              | 23 septembrie 1956     |          | Milan         |
| 21  | A    | Aldo Serena              | 25 iunie 1960          |          | Juventus      |
| 22  | P    | Walter Zenga             | 30 aprilie 1960        |          | Inter Milano  |

### Korea Republic
Antrenor principal: Kim Jung-nam
| Nr. | Poz. | Jucător                  | Data nașterii (vârsta) | Selecții | Club                |
| --- | ---- | ------------------------ | ---------------------- | -------- | ------------------- |
| 1   | P    | Cho Byung-deuk           | 26 mai 1958            |          | Ansan Hallelujah FC |
| 2   | F    | Park Kyung-hoon          | 19 ianuarie 1961       |          | Pohang Steelers     |
| 3   | F    | Chung Jong-soo           | 27 martie 1961         |          | Jeju United FC      |
| 4   | M    | Cho Kwang-rae            | 19 martie 1954         |          | Busan IPark         |
| 5   | F    | Chung Yong-hwan          | 10 februarie 1960      |          | Busan IPark         |
| 6   | A    | Lee Tae-ho               | 29 ianuarie 1961       |          | Busan IPark         |
| 7   | A    | Kim Jong-boo             | 3 noiembrie 1965       |          | Korea University    |
| 8   | F    | Cho Young-jeung          | 18 august 1954         |          | FC Seoul            |
| 9   | A    | Choi Soon-ho             | 10 ianuarie 1962       |          | Pohang Steelers     |
| 10  | M    | Park Chang-sun (căpitan) | 2 februarie 1954       |          | Busan IPark         |
| 11  | A    | Cha Bum-kun              | 21 mai 1953            |          | Leverkusen          |
| 12  | F    | Kim Pyung-seok           | 22 septembrie 1958     |          | Ulsan Hyundai FC    |
| 13  | M    | Noh Soo-jin              | 10 februarie 1962      |          | Jeju United FC      |
| 14  | F    | Cho Min-kook             | 5 iulie 1963           |          | FC Seoul            |
| 15  | F    | Yoo Byung-ok             | 2 martie 1964          |          | Hanyang University  |
| 16  | M    | Kim Joo-sung             | 17 ianuarie 1966       |          | Chosun University   |
| 17  | M    | Huh Jung-moo             | 13 ianuarie 1955       |          | Ulsan Hyundai FC    |
| 18  | M    | Kim Sam-soo              | 8 februarie 1963       |          | Ulsan Hyundai FC    |
| 19  | A    | Byun Byung-joo           | 26 aprilie 1961        |          | Busan IPark         |
| 20  | A    | Kim Yong-se              | 21 aprilie 1960        |          | Jeju United FC      |
| 21  | P    | Oh Yun-kyo               | 25 mai 1960            |          | Jeju United FC      |
| 22  | M    | Kang Deuk-soo            | 16 august 1961         |          | FC Seoul            |

## Grupa B

### Belgia
Antrenor principal: Guy Thys
| Nr. | Poz. | Jucător                 | Data nașterii (vârsta) | Selecții | Club                |
| --- | ---- | ----------------------- | ---------------------- | -------- | ------------------- |
| 1   | P    | Jean-Marie Pfaff        | 4 decembrie 1953       |          | Bayern              |
| 2   | F    | Eric Gerets             | 18 mai 1954            |          | PSV                 |
| 3   | F    | Franky Van Der Elst     | 30 aprilie 1961        |          | Club Brugge         |
| 4   | F    | Michel de Wolf          | 19 ianuarie 1958       |          | Gent                |
| 5   | F    | Michel Renquin          | 3 noiembrie 1955       |          | Standard Liege      |
| 6   | M    | Franky Vercauteren      | 28 octombrie 1956      |          | Anderlecht          |
| 7   | M    | René Vandereycken       | 22 iulie 1953          |          | Anderlecht          |
| 8   | M    | Enzo Scifo              | 19 februarie 1966      |          | Anderlecht          |
| 9   | A    | Erwin Vandenbergh       | 26 ianuarie 1959       |          | Anderlecht          |
| 10  | M    | Philippe Desmet         | 29 noiembrie 1958      |          | K.S.V. Waregem      |
| 11  | M    | Jan Ceulemans (căpitan) | 28 februarie 1957      |          | Club Brugge         |
| 12  | P    | Jacky Munaron           | 8 septembrie 1956      |          | Anderlecht          |
| 13  | F    | Georges Grün            | 25 ianuarie 1962       |          | Anderlecht          |
| 14  | F    | Lei Clijsters           | 6 noiembrie 1956       |          | Waterschei Thor     |
| 15  | F    | Leo Van Der Elst        | 7 ianuarie 1962        |          | Club Brugge         |
| 16  | A    | Nico Claesen            | 7 octombrie 1962       |          | Standard Liege      |
| 17  | M    | Raymond Mommens         | 27 decembrie 1958      |          | Lokeren             |
| 18  | A    | Daniel Veyt             | 9 decembrie 1956       |          | K.S.V. Waregem      |
| 19  | F    | Hugo Broos              | 10 aprilie 1952        |          | Club Brugge         |
| 20  | P    | Gilbert Bodart          | 2 septembrie 1962      |          | Standard Liege      |
| 21  | M    | Stéphane Demol          | 11 martie 1966         |          | Anderlecht          |
| 22  | M    | Patrick Vervoort        | 17 ianuarie 1965       |          | K. Beerschot V.A.C. |

### Irak
Antrenor principal:  Evaristo de Macedo
| Nr. | Poz. | Jucător                        | Data nașterii (vârsta) | Selecții | Club             |
| --- | ---- | ------------------------------ | ---------------------- | -------- | ---------------- |
| 1   | P    | Raad Hammoudi Salman (căpitan) | 20 aprilie 1953        |          | Al-Shurta        |
| 2   | F    | Maad Ibrahim Majid             | 30 iunie 1960          |          | Al-Rasheed       |
| 3   | F    | Khalil Mohammed Allawi         | 6 septembrie 1958      |          | Al-Rasheed       |
| 4   | F    | Nadhim Shaker Salim            | 13 aprilie 1958        |          | Al-Tayaran       |
| 5   | F    | Samir Shaker Mahmoud           | 28 februarie 1958      |          | Al-Rasheed       |
| 6   | M    | Ali Hussein Shihab             | 5 mai 1961             |          | Talaba           |
| 7   | M    | Haris Mohammed Hassan          | 3 martie 1958          |          | Al-Rasheed       |
| 8   | A    | Ahmad Radhi Amaiesh            | 27 martie 1964         |          | Al-Rasheed       |
| 9   | A    | Karim Saddam Minshid           | 26 mai 1960            |          | Al-Jaish (Iraq)  |
| 10  | A    | Hussein Saeed Mohammed         | 21 ianuarie 1958       |          | Talaba           |
| 11  | A    | Abdul-Rahim Hamed Aufi         | 23 mai 1963            |          | Al-Jaish (Iraq)  |
| 12  | M    | Jamal Ali Hamza                | 2 februarie 1956       |          | Talaba           |
| 13  | M    | Karim Mohammed Allawi          | 1 aprilie 1960         |          | Al-Rasheed       |
| 14  | M    | Basil Gorgis Hanna             | 6 septembrie 1961      |          | Al-Shabab (Iraq) |
| 15  | F    | Natiq Hashim Abidoun           | 15 ianuarie 1960       |          | Al-Tayaran       |
| 16  | M    | Shaker Mahmoud Hamza           | 5 mai 1960             |          | Al-Shabab (Iraq) |
| 17  | M    | Anad Abid Tweresh              | 3 august 1954          |          | Al-Rasheed       |
| 18  | M    | Ismail Mohammed Sharif         | 17 aprilie 1962        |          | Al-Shabab (Iraq) |
| 19  | M    | Basim Qasim Hamdan             | 22 martie 1959         |          | Al-Shurta        |
| 20  | P    | Abdul-Fatah Nasif Jassim       | 2 februarie 1951       |          | Al-Jaish (Iraq)  |
| 21  | P    | Ahmad Jassim Mohammed          | 4 mai 1960             |          | Al-Rasheed       |
| 22  | F    | Ghanim Oraibi Jassim           | 16 august 1961         |          | Al-Shabab (Iraq) |

### Mexic
Antrenor principal:  Bora Milutinović
| Nr. | Poz. | Jucător               | Data nașterii (vârsta) | Selecții | Club                  |
| --- | ---- | --------------------- | ---------------------- | -------- | --------------------- |
| 1   | P    | Pablo Larios          | 31 iulie 1960          |          | Cruz Azul             |
| 2   | F    | Mario Trejo           | 18 septembrie 1961     |          | Club América          |
| 3   | F    | Fernando Quirarte     | 17 mai 1956            |          | Chivas de Guadalajara |
| 4   | F    | Armando Manzo         | 16 octombrie 1958      |          | Club América          |
| 5   | A    | Francisco Javier Cruz | 24 mai 1966            |          | CF Monterrey          |
| 6   | M    | Carlos de los Cobos   | 10 decembrie 1958      |          | Club América          |
| 7   | M    | Miguel España         | 4 aprilie 1961         |          | UNAM Pumas            |
| 8   | M    | Alejandro Domínguez   | 9 februarie 1961       |          | Club América          |
| 9   | A    | Hugo Sánchez          | 11 iulie 1958          |          | Real Madrid           |
| 10  | M    | Tomás Boy (căpitan)   | 5 iulie 1953           |          | UANL Tigres           |
| 11  | A    | Carlos Hermosillo     | 24 august 1964         |          | Club América          |
| 12  | P    | Ignacio Rodríguez     | 13 august 1959         |          | CF Atlante            |
| 13  | M    | Javier Aguirre        | 1 decembrie 1958       |          | Club América          |
| 14  | F    | Felix Cruz            | 4 aprilie 1961         |          | UNAM Pumas            |
| 15  | A    | Luis Flores           | 8 august 1962          |          | UNAM Pumas            |
| 16  | M    | Carlos Muñoz          | 8 septembrie 1962      |          | UANL Tigres           |
| 17  | F    | Raúl Servín           | 29 aprilie 1963        |          | UNAM Pumas            |
| 18  | F    | Rafael Amador         | 16 februarie 1959      |          | UNAM Pumas            |
| 19  | A    | Javier Hernández      | 1 august 1961          |          | Tecos UAG             |
| 20  | P    | Olaf Heredia          | 19 octombrie 1957      |          | UANL Tigres           |
| 21  | A    | Cristóbal Ortega      | 25 iulie 1956          |          | Club América          |
| 22  | A    | Manuel Negrete        | 15 mai 1959            |          | UNAM Pumas            |

### Paraguay
Antrenor principal: Cayetano Ré
| Nr. | Poz. | Jucător                   | Data nașterii (vârsta) | Selecții | Club                   |
| --- | ---- | ------------------------- | ---------------------- | -------- | ---------------------- |
| 1   | P    | Roberto Fernández         | 9 iulie 1954           |          | Deportivo Cali         |
| 2   | F    | Juan Torales              | 9 mai 1956             |          | Club Libertad          |
| 3   | F    | César Zabala              | 3 iunie 1961           |          | Cerro Porteño          |
| 4   | F    | Vladimiro Schettina       | 8 octombrie 1955       |          | Club Guaraní           |
| 5   | F    | Rogelio Delgado (căpitan) | 12 octombrie 1959      |          | Olimpia                |
| 6   | M    | Jorge Amado Nunes         | 18 octombrie 1961      |          | Deportivo Cali         |
| 7   | A    | Buenaventura Ferreira     | 4 iulie 1960           |          | Deportivo Cali         |
| 8   | M    | Julio César Romero        | 28 august 1960         |          | Fluminense             |
| 9   | A    | Roberto Cabañas           | 11 aprilie 1961        |          | América de Cali        |
| 10  | M    | Adolfino Cañete           | 13 septembrie 1956     |          | Cruz Azul              |
| 11  | A    | Alfredo Mendoza           | 31 decembrie 1963      |          | Independiente Medellín |
| 12  | P    | Jorge Battaglia           | 12 mai 1960            |          | Club Sol de América    |
| 13  | F    | Virginio Cáceres          | 21 mai 1962            |          | Club Guaraní           |
| 14  | F    | Luis Caballero            | 17 septembrie 1962     |          | Club Guaraní           |
| 15  | M    | Eufemio Cabral            | 21 martie 1955         |          | Club Guaraní           |
| 16  | M    | Jorge Guasch              | 17 ianuarie 1961       |          | Olimpia                |
| 17  | A    | Francisco Alcaraz         | 4 octombrie 1960       |          | Club Nacional          |
| 18  | A    | Evaristo Isasi            | 26 octombrie 1955      |          | Olimpia                |
| 19  | M    | Rolando Chilavert         | 22 mai 1961            |          | Club Guaraní           |
| 20  | A    | Ramón Hicks               | 30 mai 1959            |          | Club Libertad          |
| 21  | A    | Faustino Alonso           | 15 februarie 1961      |          | Club Sol de América    |
| 22  | P    | Julián Coronel            | 23 octombrie 1958      |          | Club Guaraní           |

## Grupa C

### Canada
Antrenor principal:  Tony Waiters
| Nr. | Poz. | Jucător                | Data nașterii (vârsta) | Selecții | Club                          |
| --- | ---- | ---------------------- | ---------------------- | -------- | ----------------------------- |
| 1   | P    | Tino Lettieri          | 27 septembrie 1957     |          | Minnesota Strikers            |
| 2   | F    | Bob Lenarduzzi         | 1 mai 1955             |          | Tacoma Stars (MISL)           |
| 3   | F    | Bruce Wilson (căpitan) | 20 iunie 1951          |          | fără club                     |
| 4   | M    | Randy Ragan            | 7 iunie 1959           |          | fără club                     |
| 5   | F    | Terry Moore            | 2 iunie 1958           |          | Glentoran                     |
| 6   | F    | Ian Bridge             | 18 septembrie 1959     |          | FC La Chaux-de-Fonds          |
| 7   | A    | Carl Valentine         | 4 iulie 1958           |          | Cleveland Force               |
| 8   | M    | Gerry Gray             | 20 ianuarie 1961       |          | Chicago Sting                 |
| 9   | A    | Branko Segota          | 8 iunie 1961           |          | San Diego Sockers (NASL)      |
| 10  | A    | Igor Vrablic           | 19 iulie 1965          |          | RFC Seraing                   |
| 11  | M    | Mike Sweeney           | 25 decembrie 1959      |          | Cleveland Force               |
| 12  | F    | Randy Samuel           | 23 decembrie 1963      |          | PSV                           |
| 13  | M    | George Pakos           | 14 august 1952         |          | Victoria Athletic Association |
| 14  | A    | Dale Mitchell          | 21 aprilie 1958        |          | Tacoma Stars (MISL)           |
| 15  | M    | Paul James             | 11 noiembrie 1963      |          | CF Monterrey                  |
| 16  | M    | Greg Ion               | 12 martie 1963         |          | Los Angeles Lazers            |
| 17  | M    | David Norman           | 6 mai 1962             |          | Tacoma Stars (MISL)           |
| 18  | M    | Jamie Lowery           | 15 ianuarie 1961       |          | fără club                     |
| 19  | M    | Pasquale De Luca       | 26 mai 1962            |          | Cleveland Force               |
| 20  | F    | Colin Miller           | 4 octombrie 1964       |          | Rangers                       |
| 21  | P    | Sven Habermann         | 3 noiembrie 1961       |          | fără club                     |
| 22  | P    | Paul Dolan             | 16 aprilie 1966        |          | Edmonton Brickmen             |
| 23  | M    | Blair Baker            | 1 mai 1968             |          | Vancouver Whitecaps           |

### Franța
Antrenor principal: Henri Michel
| Nr. | Poz. | Jucător                  | Data nașterii (vârsta) | Selecții | Club        |
| --- | ---- | ------------------------ | ---------------------- | -------- | ----------- |
| 1   | P    | Joël Bats                | 4 ianuarie 1957        | 23       | PSG         |
| 2   | F    | Manuel Amoros            | 1 februarie 1962       | 32       | Monaco      |
| 3   | F    | William Ayache           | 10 ianuarie 1961       | 9        | Nantes      |
| 4   | F    | Patrick Battiston        | 12 martie 1957         | 42       | Bordeaux    |
| 5   | F    | Michel Bibard            | 30 noiembrie 1958      | 5        | PSG         |
| 6   | F    | Maxime Bossis            | 26 iunie 1955          | 69       | RC Paris    |
| 7   | F    | Yvon Le Roux             | 19 aprilie 1960        | 18       | Nantes      |
| 8   | F    | Thierry Tusseau          | 19 ianuarie 1958       | 18       | Bordeaux    |
| 9   | M    | Luis Fernández           | 2 octombrie 1959       | 28       | PSG         |
| 10  | M    | Michel Platini (căpitan) | 21 iunie 1955          | 63       | Juventus    |
| 11  | M    | Jean-Marc Ferreri        | 26 decembrie 1962      | 14       | Auxerre     |
| 12  | M    | Alain Giresse            | 2 septembrie 1952      | 41       | Bordeaux    |
| 13  | M    | Bernard Genghini         | 18 ianuarie 1958       | 25       | Monaco      |
| 14  | M    | Jean Tigana              | 23 iunie 1955          | 40       | Bordeaux    |
| 15  | M    | Philippe Vercruysse      | 28 ianuarie 1962       | 2        | Lens        |
| 16  | A    | Bruno Bellone            | 14 martie 1962         | 24       | Monaco      |
| 17  | A    | Jean-Pierre Papin        | 5 noiembrie 1963       | 1        | Club Brugge |
| 18  | A    | Dominique Rocheteau      | 14 ianuarie 1955       | 45       | PSG         |
| 19  | A    | Yannick Stopyra          | 9 ianuarie 1961        | 16       | Toulouse    |
| 20  | A    | Daniel Xuereb            | 22 iunie 1959          | 3        | Lens        |
| 21  | P    | Philippe Bergeroo        | 13 ianuarie 1954       | 3        | Toulouse    |
| 22  | P    | Albert Rust              | 10 octombrie 1953      | 0        | Sochaux     |

### Ungaria
Antrenor principal: György Mezey
| Nr. | Poz. | Jucător              | Data nașterii (vârsta) | Selecții | Club                                                        |
| --- | ---- | -------------------- | ---------------------- | -------- | ----------------------------------------------------------- |
| 1   | P    | Péter Disztl         | 30 martie 1960         | 12       | MOL Fehérvár                                                |
| 2   | F    | Sándor Sallai        | 26 martie 1960         | 30       | MOL Fehérvár                                                |
| 3   | F    | Antal Róth           | 14 septembrie 1960     | 18       | Pécsi MFC                                                   |
| 4   | F    | József Varga         | 9 octombrie 1954       | 29       | Fișier:600px Flag club football Denizlispor.png Denizlispor |
| 5   | F    | József Kardos        | 22 martie 1960         | 25       | Újpest                                                      |
| 6   | F    | Imre Garaba          | 29 iulie 1958          | 51       | Honvéd Budapesta                                            |
| 7   | A    | József Kiprich       | 6 septembrie 1963      | 12       | FC Tatabánya                                                |
| 8   | M    | Antal Nagy (căpitan) | 17 octombrie 1956      | 23       | Honvéd Budapesta                                            |
| 9   | M    | László Dajka         | 29 aprilie 1959        | 17       | Honvéd Budapesta                                            |
| 10  | M    | Lajos Détári         | 24 aprilie 1963        | 15       | Honvéd Budapesta                                            |
| 11  | A    | Márton Esterházy     | 9 aprilie 1956         | 20       | AEK Atena                                                   |
| 12  | F    | József Csuhay        | 12 iulie 1957          | 9        | MOL Fehérvár                                                |
| 13  | F    | László Disztl        | 4 iunie 1962           | 4        | MOL Fehérvár                                                |
| 14  | F    | Zoltán Péter         | 23 martie 1958         | 19       | Zalaegerszegi TE                                            |
| 15  | M    | Péter Hannich        | 30 martie 1957         | 21       | Gyori ETO                                                   |
| 16  | F    | József Nagy          | 20 octombrie 1960      | 1        | Szombathelyi Haladás                                        |
| 17  | M    | Győző Burcsa         | 13 martie 1954         | 11       | Auxerre                                                     |
| 18  | P    | József Szendrei      | 25 aprilie 1954        | 1        | Újpest                                                      |
| 19  | A    | György Bognár        | 5 noiembrie 1961       | 5        | MTK Budapesta                                               |
| 20  | A    | Kálmán Kovács        | 11 septembrie 1965     | 6        | Honvéd Budapesta                                            |
| 21  | M    | Gyula Hajszán        | 9 octombrie 1961       | 20       | Gyori ETO                                                   |
| 22  | P    | József Andrusch      | 31 martie 1956         | 5        | Honvéd Budapesta                                            |

### Uniunea Sovietică
Antrenor principal: Valeri Lobanovsky
| Nr. | Poz. | Jucător                       | Data nașterii (vârsta) | Selecții | Club            |
| --- | ---- | ----------------------------- | ---------------------- | -------- | --------------- |
| 1   | P    | Rinat Dasayev                 | 13 iunie 1957          | 58       | Spartak Moscova |
| 2   | F    | Volodymyr Bezsonov            | 5 martie 1958          | 53       | Dinamo Kiev     |
| 3   | F    | Aleksandr Chivadze            | 8 aprilie 1955         | 42       | Dinamo Tbilisi  |
| 4   | F    | Gennady Morozov               | 30 decembrie 1962      | 9        | Spartak Moscova |
| 5   | F    | Anatoliy Demyanenko (căpitan) | 19 februarie 1959      | 46       | Dinamo Kiev     |
| 6   | F    | Aleksandr Bubnov              | 10 octombrie 1955      | 32       | Spartak Moscova |
| 7   | M    | Ivan Yaremchuk                | 19 martie 1962         | 2        | Dinamo Kiev     |
| 8   | M    | Pavel Yakovenko               | 19 decembrie 1964      | 1        | Dinamo Kiev     |
| 9   | M    | Aleksandr Zavarov             | 24 aprilie 1961        | 7        | Dinamo Kiev     |
| 10  | F    | Oleh Kuznetsov                | 22 martie 1963         | 5        | Dinamo Kiev     |
| 11  | A    | Oleh Blokhin                  | 5 noiembrie 1952       | 104      | Dinamo Kiev     |
| 12  | M    | Andriy Bal                    | 16 februarie 1958      | 17       | Dinamo Kiev     |
| 13  | M    | Gennadiy Litovchenko          | 11 septembrie 1963     | 18       | Dnipro          |
| 14  | A    | Sergey Rodionov               | 3 septembrie 1962      | 17       | Spartak Moscova |
| 15  | F    | Nikolay Larionov              | 19 ianuarie 1957       | 15       | Zenit           |
| 16  | P    | Viktor Chanov                 | 21 iulie 1959          | 1        | Dinamo Kiev     |
| 17  | M    | Vadym Yevtushenko             | 1 ianuarie 1958        | 7        | Dinamo Kiev     |
| 18  | A    | Oleh Protasov                 | 4 februarie 1964       | 19       | Dnipro          |
| 19  | A    | Ihor Belanov                  | 25 septembrie 1960     | 4        | Dinamo Kiev     |
| 20  | M    | Sergei Aleinikov              | 7 noiembrie 1961       | 23       | Dinamo Minsk    |
| 21  | F    | Vasiliy Rats                  | 25 aprilie 1961        | 2        | Dinamo Kiev     |
| 22  | P    | Serhiy Krakovskiy             | 11 august 1960         | 0        | Dnipro          |

## Grupa D

### Algeria
Antrenor principal: Rabah Saâdane
| Nr. | Poz. | Jucător                    | Data nașterii (vârsta) | Selecții | Club            |
| --- | ---- | -------------------------- | ---------------------- | -------- | --------------- |
| 1   | P    | Nacerdine Drid             | 22 ianuarie 1957       |          | Oran MC         |
| 2   | F    | Mahmoud Guendouz (căpitan) | 24 februarie 1953      |          | JS El Biar      |
| 3   | F    | Fathi Chebal               | 19 august 1956         |          | FC Rouen        |
| 4   | F    | Nourredine Kourichi        | 12 aprilie 1954        |          | Lille           |
| 5   | F    | Abdellah Medjadi Liegeon   | 1 decembrie 1957       |          | Monaco          |
| 6   | M    | Mohammed Kaci Said         | 2 mai 1958             |          | RS Kouba        |
| 7   | A    | Salah Assad                | 13 martie 1958         |          | FC Mulhouse     |
| 8   | M    | Karim Maroc                | 5 martie 1958          |          | Montpellier     |
| 9   | A    | Djamel Menad               | 22 iulie 1960          |          | JE Tizi-Ouzou   |
| 10  | M    | Lakhdar Belloumi           | 29 decembrie 1958      |          | GC Mascara      |
| 11  | A    | Rabah Madjer               | 15 decembrie 1958      |          | Porto           |
| 12  | A    | Tedj Bensaoula             | 1 decembrie 1954       |          | Le Havre        |
| 13  | A    | Rachid Harkouk             | 16 mai 1956            |          | Notts County    |
| 14  | M    | Djamel Zidane              | 28 aprilie 1955        |          | Waterschei Thor |
| 15  | F    | Abdelhamid Sadmi           | 1 ianuarie 1961        |          | JE Tizi-Ouzou   |
| 16  | F    | Faouzi Mansouri            | 17 ianuarie 1956       |          | Montpellier     |
| 17  | A    | Fawzi Benkhalidi           | 3 februarie 1963       |          | WA Boufarik     |
| 18  | M    | Halim Benmabrouk           | 25 iunie 1960          |          | RC Paris        |
| 19  | F    | Mohammed Chaib             | 20 mai 1957            |          | RS Kouba        |
| 20  | F    | Fodil Megharia             | 23 mai 1961            |          | ASO Chlef       |
| 21  | P    | Larbi El Hadi              | 27 mai 1961            |          | WA Boufarik     |
| 22  | P    | Mourad Amara               | 19 februarie 1959      |          | JE Tizi-Ouzou   |

### Brazilia
Antrenor principal: Telê Santana
| Nr. | Poz. | Jucător          | Data nașterii (vârsta) | Selecții | Club             |
| --- | ---- | ---------------- | ---------------------- | -------- | ---------------- |
| 1   | P    | Carlos           | 4 martie 1956          |          | Corinthians      |
| 2   | F    | Édson            | 3 iulie 1959           |          | Corinthians      |
| 3   | F    | Oscar            | 20 iunie 1954          |          | Sao Paulo        |
| 4   | F    | Edinho (căpitan) | 5 iunie 1955           |          | Udinese          |
| 5   | M    | Falcão           | 16 octombrie 1953      |          | Sao Paulo        |
| 6   | F    | Júnior           | 29 iunie 1954          |          | Torino           |
| 7   | A    | Müller           | 31 ianuarie 1966       |          | Sao Paulo        |
| 8   | A    | Casagrande       | 15 aprilie 1963        |          | Corinthians      |
| 9   | A    | Careca           | 5 octombrie 1960       |          | Sao Paulo        |
| 10  | A    | Zico             | 3 martie 1953          |          | Flamengo         |
| 11  | A    | Edivaldo         | 13 aprilie 1962        |          | Atletico Mineiro |
| 12  | P    | Paulo Vitor      | 7 iunie 1957           |          | Fluminense       |
| 13  | F    | Josimar          | 19 septembrie 1961     |          | Botafogo RJ      |
| 14  | F    | Júlio César      | 8 martie 1963          |          | Guarani          |
| 15  | M    | Alemão           | 22 noiembrie 1961      |          | Botafogo RJ      |
| 16  | F    | Mauro Galvão     | 19 decembrie 1961      |          | Internacional    |
| 17  | F    | Branco           | 4 aprilie 1964         |          | Fluminense       |
| 18  | M    | Sócrates         | 19 februarie 1954      |          | Flamengo         |
| 19  | M    | Elzo             | 22 ianuarie 1961       |          | Atletico Mineiro |
| 20  | M    | Silas            | 27 august 1965         |          | Sao Paulo        |
| 21  | M    | Valdo            | 12 ianuarie 1964       |          | Gremio           |
| 22  | P    | Leão             | 11 iulie 1949          |          | Palmeiras        |

### Irlanda de Nord
Antrenor principal: Billy Bingham
| Nr. | Poz. | Jucător                 | Data nașterii (vârsta) | Selecții | Club                |
| --- | ---- | ----------------------- | ---------------------- | -------- | ------------------- |
| 1   | P    | Pat Jennings            | 12 iunie 1945          |          | Tottenham           |
| 2   | F    | Jimmy Nicholl           | 28 decembrie 1956      |          | West Bromwich       |
| 3   | F    | Mal Donaghy             | 13 septembrie 1957     |          | Luton               |
| 4   | F    | John O'Neill            | 11 martie 1958         |          | Leicester           |
| 5   | F    | Alan McDonald           | 12 octombrie 1963      |          | QPR                 |
| 6   | M    | David McCreery          | 16 septembrie 1957     |          | Newcastle           |
| 7   | M    | Steve Penney            | 16 ianuarie 1964       |          | Brighton            |
| 8   | M    | Sammy McIlroy (căpitan) | 2 august 1954          |          | Manchester City     |
| 9   | A    | Jimmy Quinn             | 18 noiembrie 1959      |          | Blackburn Rovers    |
| 10  | M    | Norman Whiteside        | 7 mai 1965             |          | Manchester United   |
| 11  | A    | Ian Stewart             | 10 septembrie 1961     |          | Newcastle           |
| 12  | P    | Jim Platt               | 26 ianuarie 1951       |          | Coleraine FC        |
| 13  | P    | Philip Hughes           | 19 noiembrie 1964      |          | Bury FC             |
| 14  | A    | Gerry Armstrong         | 23 mai 1954            |          | Chesterfield        |
| 15  | M    | Nigel Worthington       | 4 noiembrie 1961       |          | Sheffield Wednesday |
| 16  | M    | Paul Ramsey             | 3 septembrie 1962      |          | Leicester           |
| 17  | A    | Colin Clarke            | 30 octombrie 1962      |          | Bournemouth         |
| 18  | F    | John McClelland         | 7 decembrie 1955       |          | Watford             |
| 19  | A    | Billy Hamilton          | 9 mai 1957             |          | Oxford United       |
| 20  | F    | Bernard McNally         | 17 februarie 1963      |          | Shrewsbury Town     |
| 21  | M    | David Campbell          | 2 iunie 1965           |          | Nottingham Forest   |
| 22  | A    | Mark Caughey            | 31 august 1960         |          | Linfield FC         |

### Spania
Antrenor principal: Miguel Muñoz
| Nr. | Poz. | Jucător                        | Data nașterii (vârsta) | Selecții | Club            |
| --- | ---- | ------------------------------ | ---------------------- | -------- | --------------- |
| 1   | P    | Andoni Zubizarreta             | 23 octombrie 1961      |          | Athletic Bilbao |
| 2   | F    | Tomás                          | 9 august 1960          |          | Atlético Madrid |
| 3   | F    | José Antonio Camacho (căpitan) | 8 iunie 1955           |          | Real Madrid     |
| 4   | F    | Antonio Maceda                 | 16 mai 1957            |          | Real Madrid     |
| 5   | F    | Víctor                         | 15 martie 1957         |          | Barcelona       |
| 6   | M    | Rafael Gordillo                | 24 februarie 1957      |          | Real Madrid     |
| 7   | M    | Juan Antonio Señor             | 26 august 1958         |          | Zaragoza        |
| 8   | F    | Andoni Goikoetxea              | 23 august 1956         |          | Athletic Bilbao |
| 9   | A    | Emilio Butragueño              | 22 iulie 1963          |          | Real Madrid     |
| 10  | A    | Francisco José Carrasco        | 6 martie 1959          |          | Barcelona       |
| 11  | M    | Julio Alberto                  | 7 octombrie 1958       |          | Barcelona       |
| 12  | A    | Quique Setién                  | 27 septembrie 1958     |          | Atlético Madrid |
| 13  | P    | Urruti                         | 17 februarie 1952      |          | Barcelona       |
| 14  | M    | Ricardo Gallego                | 8 februarie 1959       |          | Real Madrid     |
| 15  | F    | Chendo                         | 12 octombrie 1961      |          | Real Madrid     |
| 16  | A    | Hipólito Rincón                | 28 aprilie 1957        |          | Betis           |
| 17  | M    | Francisco                      | 1 noiembrie 1962       |          | Sevilla         |
| 18  | M    | Ramón Calderé                  | 16 ianuarie 1959       |          | Barcelona       |
| 19  | A    | Julio Salinas                  | 11 septembrie 1962     |          | Athletic Bilbao |
| 20  | A    | Eloy                           | 10 iulie 1964          |          | Gijón           |
| 21  | M    | Míchel                         | 23 martie 1963         |          | Real Madrid     |
| 22  | P    | Juan Carlos Ablanedo           | 2 septembrie 1963      |          | Gijón           |

## Grupa E

### Danemarca
Antrenor principal:  Sepp Piontek
| Nr. | Poz. | Jucător                | Data nașterii (vârsta) | Selecții | Club                 |
| --- | ---- | ---------------------- | ---------------------- | -------- | -------------------- |
| 1   | P    | Troels Rasmussen       | 4 iulie 1961           | 15       | Aarhus               |
| 2   | F    | John Sivebæk           | 25 octombrie 1961      | 36       | Manchester United    |
| 3   | F    | Søren Busk             | 10 aprilie 1953        | 46       | Maastricht⁠(d)        |
| 4   | F    | Morten Olsen (căpitan) | 14 august 1949         | 79       | Anderlecht           |
| 5   | F    | Ivan Nielsen           | 9 octombrie 1956       | 31       | Feyenoord            |
| 6   | M    | Søren Lerby            | 1 februarie 1958       | 51       | Bayern               |
| 7   | M    | Jan Mølby              | 4 iulie 1963           | 20       | Liverpool            |
| 8   | M    | Jesper Olsen           | 20 martie 1961         | 26       | Manchester United    |
| 9   | A    | Klaus Berggreen        | 3 februarie 1958       | 32       | Pisa Calcio          |
| 10  | A    | Preben Elkjær Larsen   | 11 septembrie 1957     | 56       | Hellas Verona        |
| 11  | M    | Michael Laudrup        | 15 iunie 1964          | 30       | Juventus             |
| 12  | F    | Jens Jørn Bertelsen    | 15 februarie 1952      | 58       | Aarau                |
| 13  | M    | Per Frimann            | 4 iunie 1962           | 10       | Anderlecht           |
| 14  | A    | Allan Simonsen         | 15 decembrie 1952      | 53       | Vejle                |
| 15  | M    | Frank Arnesen          | 30 septembrie 1956     | 45       | PSV                  |
| 16  | P    | Ole Qvist              | 25 februarie 1950      | 38       | Kjøbenhavns Boldklub |
| 17  | F    | Kent Nielsen           | 28 decembrie 1961      | 4        | Brønshøj BK          |
| 18  | M    | Flemming Christensen   | 10 aprilie 1958        | 10       | Lyngby               |
| 19  | A    | John Eriksen           | 20 noiembrie 1957      | 5        | Feyenoord            |
| 20  | M    | Jan Bartram            | 6 martie 1962          | 3        | Aarhus               |
| 21  | F    | Henrik Andersen        | 7 mai 1965             | 6        | Anderlecht           |
| 22  | P    | Lars Høgh              | 14 ianuarie 1959       | 3        | Odense               |

### Scoția
Antrenor principal: Alex Ferguson
| Nr. | Poz. | Jucător                  | Data nașterii (vârsta) | Selecții | Club              |
| --- | ---- | ------------------------ | ---------------------- | -------- | ----------------- |
| 1   | P    | Jim Leighton             | 24 iulie 1958          | 26       | Aberdeen          |
| 2   | F    | Richard Gough            | 5 aprilie 1962         | 23       | Dundee United     |
| 3   | F    | Maurice Malpas           | 3 august 1962          | 10       | Dundee United     |
| 4   | M    | Graeme Souness (căpitan) | 6 mai 1953             | 52       | Sampdoria         |
| 5   | F    | Alex McLeish             | 21 ianuarie 1959       | 43       | Aberdeen          |
| 6   | F    | Willie Miller            | 2 mai 1955             | 48       | Aberdeen          |
| 7   | M    | Gordon Strachan          | 9 februarie 1957       | 34       | Manchester United |
| 8   | M    | Roy Aitken               | 24 noiembrie 1958      | 20       | Celtic            |
| 9   | A    | Eamonn Bannon            | 18 aprilie 1958        | 9        | Dundee United     |
| 10  | M    | Jim Bett                 | 25 noiembrie 1959      | 17       | Aberdeen          |
| 11  | M    | Paul McStay              | 22 octombrie 1964      | 14       | Celtic            |
| 12  | P    | Andy Goram               | 13 aprilie 1964        | 3        | Oldham            |
| 13  | F    | Steve Nicol              | 11 decembrie 1961      | 8        | Liverpool         |
| 14  | F    | David Narey              | 12 iunie 1956          | 28       | Dundee United     |
| 15  | F    | Arthur Albiston          | 14 iulie 1957          | 13       | Manchester United |
| 16  | M    | Frank McAvennie          | 22 noiembrie 1959      | 2        | West Ham          |
| 17  | A    | Steve Archibald          | 27 septembrie 1956     | 26       | Barcelona         |
| 18  | A    | Graeme Sharp             | 16 octombrie 1960      | 6        | Everton           |
| 19  | A    | Charlie Nicholas         | 30 decembrie 1961      | 15       | Arsenal           |
| 20  | A    | Paul Sturrock            | 10 octombrie 1956      | 17       | Dundee United     |
| 21  | M    | Davie Cooper             | 25 februarie 1956      | 14       | Rangers           |
| 22  | P    | Alan Rough               | 25 noiembrie 1951      | 53       | Hibernian         |

### Uruguay
Antrenor principal: Omar Borrás
| Nr. | Poz. | Jucător                 | Data nașterii (vârsta) | Selecții | Club                 |
| --- | ---- | ----------------------- | ---------------------- | -------- | -------------------- |
| 1   | P    | Rodolfo Rodríguez       | 20 ianuarie 1956       |          | Santos               |
| 2   | F    | Nelson Gutiérrez        | 13 aprilie 1962        |          | River Plate          |
| 3   | F    | Eduardo Mario Acevedo   | 25 septembrie 1959     |          | Defensor Sporting    |
| 4   | F    | Víctor Diogo            | 9 aprilie 1958         |          | Palmeiras            |
| 5   | M    | Miguel Bossio           | 10 februarie 1960      |          | Peñarol              |
| 6   | F    | José Batista            | 6 martie 1962          |          | Deportivo Español    |
| 7   | A    | Antonio Alzamendi       | 7 iunie 1956           |          | River Plate          |
| 8   | M    | Jorge Barrios (căpitan) | 24 ianuarie 1961       |          | Olympiacos           |
| 9   | A    | Jorge da Silva          | 11 decembrie 1961      |          | Atlético Madrid      |
| 10  | M    | Enzo Francescoli        | 12 noiembrie 1961      |          | River Plate          |
| 11  | M    | Sergio Santín           | 6 august 1956          |          | Atlético Nacional    |
| 12  | P    | Fernando Alvez          | 4 septembrie 1959      |          | Peñarol              |
| 13  | F    | César Vega              | 2 septembrie 1959      |          | Danubio FC           |
| 14  | F    | Darío Pereyra           | 19 octombrie 1956      |          | Sao Paulo            |
| 15  | F    | Eliseo Rivero           | 27 decembrie 1957      |          | Peñarol              |
| 16  | M    | Mario Saralegui         | 24 aprilie 1959        |          | Peñarol              |
| 17  | M    | José Zalazar            | 26 octombrie 1963      |          | Peñarol              |
| 18  | M    | Rubén Paz               | 8 august 1959          |          | Internacional        |
| 19  | A    | Venancio Ramos          | 20 iunie 1959          |          | Lens                 |
| 20  | A    | Carlos Aguilera         | 21 septembrie 1964     |          | Club Nacional        |
| 21  | A    | Wilmar Cabrera          | 31 iulie 1959          |          | Valencia             |
| 22  | P    | Celso Otero             | 1 februarie 1958       |          | Montevideo Wanderers |

### Germania de Vest
Antrenor principal: Franz Beckenbauer
| Nr. | Poz. | Jucător                         | Data nașterii (vârsta) | Selecții | Club                |
| --- | ---- | ------------------------------- | ---------------------- | -------- | ------------------- |
| 1   | P    | Harald Schumacher               | 6 martie 1954          |          | Köln                |
| 2   | F    | Hans-Peter Briegel              | 11 octombrie 1955      |          | Hellas Verona       |
| 3   | F    | Andreas Brehme                  | 9 noiembrie 1960       |          | Kaiserslautern      |
| 4   | F    | Karlheinz Förster               | 25 iulie 1958          |          | Stuttgart           |
| 5   | F    | Matthias Herget                 | 14 noiembrie 1955      |          | Uerdingen 05        |
| 6   | F    | Norbert Eder                    | 7 noiembrie 1955       |          | Bayern              |
| 7   | M    | Pierre Littbarski               | 16 aprilie 1960        |          | Köln                |
| 8   | M    | Lothar Matthäus                 | 21 martie 1961         |          | Bayern              |
| 9   | A    | Rudi Völler                     | 13 aprilie 1960        |          | Werder Bremen       |
| 10  | M    | Felix Magath                    | 26 iulie 1953          |          | Hamburg             |
| 11  | A    | Karl-Heinz Rummenigge (căpitan) | 25 septembrie 1955     |          | Inter Milano        |
| 12  | P    | Uli Stein                       | 23 octombrie 1954      |          | Hamburg             |
| 13  | M    | Karl Allgöwer                   | 5 ianuarie 1957        |          | Stuttgart           |
| 14  | F    | Thomas Berthold                 | 12 noiembrie 1964      |          | Eintracht Frankfurt |
| 15  | F    | Klaus Augenthaler               | 26 septembrie 1957     |          | Bayern              |
| 16  | M    | Olaf Thon                       | 1 mai 1966             |          | Schalke 04          |
| 17  | F    | Ditmar Jakobs                   | 28 august 1953         |          | Hamburg             |
| 18  | M    | Uwe Rahn                        | 21 mai 1962            |          | M'gladbach          |
| 19  | A    | Klaus Allofs                    | 5 decembrie 1956       |          | Köln                |
| 20  | A    | Dieter Hoeneß                   | 7 ianuarie 1953        |          | Bayern              |
| 21  | M    | Wolfgang Rolff                  | 26 decembrie 1959      |          | Hamburg             |
| 22  | P    | Eike Immel                      | 27 noiembrie 1960      |          | Dortmund            |

## Grupa F

### Maroc
Antrenor principal:  José Faria
| Nr. | Poz. | Jucător                  | Data nașterii (vârsta) | Selecții | Club           |
| --- | ---- | ------------------------ | ---------------------- | -------- | -------------- |
| 1   | P    | Badou Zaki (căpitan)     | 2 aprilie 1959         |          | Wydad          |
| 2   | F    | Labid Khalifa            | 1955                   |          | Kenitra AC     |
| 3   | F    | Abdelmajid Lamriss       | 12 februarie 1959      |          | Rabat FAR      |
| 4   | F    | Mustafa El Biyaz         | 12 decembrie 1960      |          | KAC Marrakesh  |
| 5   | F    | Noureddine Bouyahyaoui   | 7 ianuarie 1955        |          | Kenitra AC     |
| 6   | M    | Abdelmajid Dolmy         | 19 aprilie 1953        |          | Raja           |
| 7   | M    | Mustafa El Haddaoui      | 28 iulie 1961          |          | Lausanne-Sport |
| 8   | M    | Aziz Bouderbala          | 26 decembrie 1960      |          | Sion           |
| 9   | A    | Abdelkrim Merry "Krimau" | 13 ianuarie 1955       |          | Le Havre       |
| 10  | M    | Mohammed Timoumi         | 15 ianuarie 1960       |          | Rabat FAR      |
| 11  | A    | Mustafa Merry            | 21 aprilie 1958        |          | Valenciennes   |
| 12  | P    | Salahdine Hmied          | 1 septembrie 1961      |          | Rabat FAR      |
| 13  | A    | Abdelfettah Rhiati       | 25 februarie 1963      |          | Maghreb Fez    |
| 14  | F    | Lahcen Ouadani           | 14 iulie 1959          |          | Rabat FAR      |
| 15  | M    | Mouncif El Haddaoui      | 21 octombrie 1964      |          | AS Sale        |
| 16  | A    | Azzedine Amanallah       | 7 aprilie 1956         |          | Besançon RC    |
| 17  | A    | Abderrazak Khairi        | 20 noiembrie 1962      |          | Rabat FAR      |
| 18  | M    | Mohammed Sahil           | 11 octombrie 1963      |          | KAC Marrakesh  |
| 19  | M    | Fadel Jilal              | 4 martie 1964          |          | Wydad          |
| 20  | F    | Abdellah Bidane          | 10 septembrie 1965     |          | CODM Meknes    |
| 21  | M    | Abdelaziz Souleimani     | 30 aprilie 1958        |          | Maghreb Fez    |
| 22  | P    | Abdelfettah Mouddani     | 30 iulie 1956          |          | Kenitra AC     |
| 23  | F    | Abderrazak Dinar         | 26 iulie 1961          |          | Austria Viena  |

### Anglia
Antrenor principal: Bobby Robson
| Nr. | Poz. | Jucător                | Data nașterii (vârsta) | Selecții | Club              |
| --- | ---- | ---------------------- | ---------------------- | -------- | ----------------- |
| 1   | P    | Peter Shilton          | 18 septembrie 1949     |          | Southampton       |
| 2   | F    | Gary Stevens           | 27 martie 1963         |          | Everton           |
| 3   | F    | Kenny Sansom           | 26 septembrie 1958     |          | Arsenal           |
| 4   | M    | Glenn Hoddle           | 27 octombrie 1957      |          | Tottenham         |
| 5   | F    | Alvin Martin           | 29 iulie 1958          |          | West Ham          |
| 6   | F    | Terry Butcher          | 28 decembrie 1958      |          | Ipswich           |
| 7   | M    | Bryan Robson (căpitan) | 11 ianuarie 1957       |          | Manchester United |
| 8   | M    | Ray Wilkins            | 14 septembrie 1956     |          | Milan             |
| 9   | A    | Mark Hateley           | 7 noiembrie 1961       |          | Milan             |
| 10  | A    | Gary Lineker           | 30 noiembrie 1960      |          | Everton           |
| 11  | M    | Chris Waddle           | 14 decembrie 1960      |          | Tottenham         |
| 12  | F    | Viv Anderson           | 29 iulie 1956          |          | Arsenal           |
| 13  | P    | Chris Woods            | 14 noiembrie 1959      |          | Norwich           |
| 14  | F    | Terry Fenwick          | 17 noiembrie 1959      |          | QPR               |
| 15  | F    | Gary A. Stevens        | 30 martie 1962         |          | Tottenham         |
| 16  | M    | Peter Reid             | 20 iunie 1956          |          | Everton           |
| 17  | M    | Trevor Steven          | 21 septembrie 1963     |          | Everton           |
| 18  | M    | Steve Hodge            | 25 octombrie 1962      |          | Aston Villa       |
| 19  | M    | John Barnes            | 7 noiembrie 1963       |          | Watford           |
| 20  | A    | Peter Beardsley        | 18 ianuarie 1961       |          | Newcastle         |
| 21  | A    | Kerry Dixon            | 24 iulie 1961          |          | Chelsea           |
| 22  | P    | Gary Bailey            | 9 august 1958          |          | Manchester United |

### Polonia
Antrenor principal: Antoni Piechniczek
| Nr. | Poz. | Jucător                   | Data nașterii (vârsta) | Selecții | Club           |
| --- | ---- | ------------------------- | ---------------------- | -------- | -------------- |
| 1   | P    | Józef Młynarczyk          | 20 septembrie 1953     | 38       | Porto          |
| 2   | F    | Kazimierz Przybyś         | 11 iulie 1960          | 9        | Widzew Łódź    |
| 3   | F    | Władysław Żmuda           | 6 iunie 1954           | 90       | US Cremonese   |
| 4   | F    | Marek Ostrowski           | 22 noiembrie 1959      | 26       | Pogoń          |
| 5   | F    | Roman Wójcicki            | 8 ianuarie 1958        | 49       | Widzew Łódź    |
| 6   | M    | Waldemar Matysik          | 27 septembrie 1961     | 42       | Górnik Zabrze  |
| 7   | M    | Ryszard Tarasiewicz       | 27 aprilie 1962        | 12       | Slask Wroclaw  |
| 8   | A    | Jan Urban                 | 14 mai 1962            | 13       | Górnik Zabrze  |
| 9   | M    | Jan Karaś                 | 17 martie 1959         | 6        | Legia Varșovia |
| 10  | F    | Stefan Majewski           | 31 ianuarie 1956       | 36       | Kaiserslautern |
| 11  | A    | Włodzimierz Smolarek      | 16 iulie 1957          | 48       | Widzew Łódź    |
| 12  | P    | Jacek Kazimierski         | 17 august 1959         | 16       | Legia Varșovia |
| 13  | M    | Ryszard Komornicki        | 14 august 1959         | 14       | Górnik Zabrze  |
| 14  | F    | Dariusz Kubicki           | 6 iunie 1963           | 11       | Legia Varșovia |
| 15  | M    | Andrzej Buncol            | 21 septembrie 1959     | 49       | Legia Varșovia |
| 16  | A    | Andrzej Pałasz            | 22 iulie 1960          | 34       | Górnik Zabrze  |
| 17  | A    | Andrzej Zgutczyński       | 1 ianuarie 1958        | 4        | Górnik Zabrze  |
| 18  | F    | Krzysztof Pawlak          | 12 februarie 1958      | 22       | Lech Poznań    |
| 19  | P    | Józef Wandzik             | 13 august 1963         | 3        | Górnik Zabrze  |
| 20  | M    | Zbigniew Boniek (căpitan) | 3 martie 1956          | 74       | Roma           |
| 21  | M    | Dariusz Dziekanowski      | 30 septembrie 1962     | 33       | Legia Varșovia |
| 22  | A    | Jan Furtok                | 9 martie 1962          | 4        | GKS Katowice   |

### Portugalia
Antrenor principal: José Torres
| Nr. | Poz. | Jucător                    | Data nașterii (vârsta) | Selecții | Club       |
| --- | ---- | -------------------------- | ---------------------- | -------- | ---------- |
| 1   | P    | Manuel Bento (căpitan)     | 25 iunie 1948          |          | Benfica    |
| 2   | F    | João Pinto                 | 21 noiembrie 1961      |          | Porto      |
| 3   | M    | António Sousa              | 28 aprilie 1957        |          | Sporting   |
| 4   | F    | José Ribeiro               | 2 noiembrie 1957       |          | Boavista   |
| 5   | F    | Álvaro                     | 3 ianuarie 1961        |          | Benfica    |
| 6   | M    | Carlos Manuel              | 15 ianuarie 1958       |          | Benfica    |
| 7   | M    | Jaime Pacheco              | 22 iulie 1958          |          | Sporting   |
| 8   | F    | Frederico                  | 6 aprilie 1957         |          | Boavista   |
| 9   | A    | Fernando Gomes             | 22 noiembrie 1956      |          | Porto      |
| 10  | A    | Paulo Futre                | 28 februarie 1966      |          | Porto      |
| 11  | M    | Fernando Óscar Bandeirinha | 26 noiembrie 1962      |          | Académica  |
| 12  | P    | Jorge Martins              | 22 august 1954         |          | Belenenses |
| 13  | F    | António Morato             | 6 noiembrie 1964       |          | Sporting   |
| 14  | M    | Jaime Magalhães            | 10 iulie 1962          |          | Porto      |
| 15  | A    | António Oliveira           | 8 iunie 1958           |          | Benfica    |
| 16  | F    | José António               | 29 octombrie 1957      |          | Belenenses |
| 17  | A    | Diamantino                 | 3 august 1959          |          | Benfica    |
| 18  | M    | Luís Sobrinho              | 5 mai 1961             |          | Belenenses |
| 19  | A    | Rui Águas                  | 28 aprilie 1960        |          | Benfica    |
| 20  | F    | Augusto Inácio             | 1 februarie 1955       |          | Porto      |
| 21  | M    | António André              | 24 decembrie 1957      |          | Porto      |
| 22  | P    | Vítor Damas                | 8 octombrie 1947       |          | Sporting   |